# حزب الإصلاح المصري
حزب الإصلاح هو حزب سياسي سلفي ذو طابع شبابي، خاض انتخابات مجلس الشعب 2012 وحصل الحزب على كرسي واحد (عطية عدلان - فئات - المنوفية). يهدف إلى تنمية كوادر شبابية خلال أربع سنوات تصلح لخوض انتخابات 2016.

## المواقف
- دعا إلى التضامن مع المتظاهرين في ميدان التحرير أثناء أحداث محمد محمود (نوفمبر 2011) استكمالاً للثورة، وانتقد بشدة ممارسات الشرطة المصرية وقوات الأمن بما في ذلك الشرطة العسكرية واصفاً إياها بأنّها «أعادت إلى الأذهان نفس ما كان يقوم بها النظام السابق، أو قد تكون أشد إجرامًا وانتهاكًا لحقوق الإنسان».[5]

## القيادات
- د/ عطية عدلان (رئيس الحزب)[5]
- د/ هشام برغش (نائب الرئيس)[5]
- خالد منصور (المتحدث الرسمي)[5]
- د/ هشام عقدة (عضو الهيئة الاستشارية العليا)[5]